# خاتون أباد (ميانة)
خاتون أباد هي قرية في مقاطعة ميانة، إيران. عدد سكان هذه القرية هو 397 في سنة 2006.